# Конацер, Клинт
Клинтон Астор Конацер (англ. Clinton Astor Conatser, 24 июля 1921, Лос-Анджелес, Калифорния — 23 августа 2019, Лагуна-Хилс, там же) — американский бейсболист, аутфилдер. Выступал в Главной лиге бейсбола в составе Бостон Брэйвз. Участник Мировой серии 1948 года.

## Биография
Клинт Конацер родился 24 июля 1921 года в Лос-Анджелесе. В детстве он рос и играл с будущей звездой Бобби Доэрром, их родители дружили и вместе ходили на рыбалку. Немало будущих игроков Главной лиги бейсбола было и в других окрестных командах. Учась в старшей школе имени Джона Фремонта, Конацер играл в команде Американского легиона вместе с Диком Конгером, Джорджем Метковичем и Мерлом Комбсом.
В 1939 году, в возрасте семнадцати лет, Конацер подписал профессиональный контракт с Кливлендом. Карьеру он начал в D-лиге в составе «Фарго-Мурхед Твинс», затем играл за «Логан Индианс» и «Джонстаун Джоннис». Сезон 1940 года Клинт начал в С-лиге в команде «Флинт Джемс», а во второй его части вернулся в «Твинс». Тогда же он перешёл со второй базы на позицию аутфилдера. В 1941 году Конацер играл в «Чарлстон Сенаторз». После нападения японского флота на Перл-Харбор, Клинт добровольцем записался в Береговую охрану. С 1942 по 1945 год он находился на военной службе.
В США он вернулся уже в статусе свободного агента — в Кливленде решили, что Конацер не станет возобновлять карьеру. По рекомендации Бобби Доэрра, контракт с Клинтом подписали «Детройт Тайгерс». Сезон 1946 года он провёл в Техасской лиге за «Даллас Ребелс». Весной следующего года он провёл сборы с главной командой «Тайгерс», но чемпионат отыграл за «Баффало Байзонс» и «Сиэтл Рейнирс». Осенью 1947 года Конацер перешёл в «Бостон Брэйвз».
Клинт хорошо провёл сборы весной 1948 года, но в «Брэйвз» был переизбыток аутфилдеров. В этой ситуации ему снова помог Доэрр, в интервью одной из газет высоко оценивший его игровые качества. Конацер остался в основном составе и делил игровое время с Джеффом Хитом, чаще выходя отбивать против питчеров-левшей. В дебютном сезоне в Главной лиге бейсбола Клинт отбивал с показателем 27,7 % и набрал 23 RBI. «Бостон» выиграл чемпионат Национальной лиги, но в Мировой серии со счётом 2:4 проиграл «Кливленду».
Весной 1949 года на сборах Конацер получил сотрясение мозга, но быстро вернулся в строй и в первые месяцы сезона играл результативно — команда играла в гостях в течение четырнадцати дней, а Клинт в этих играх отбивал с показателем 48,6 %. Затем его эффективность начала снижаться и в середине июня, после возвращения в состав Хита, Конацера отправили в фарм-клуб «Милуоки Брюэрс». В конце года «Брэйвз» обменяли его в «Бруклин Доджерс».
Сезоны 1950 и 1951 годов Клинт отыграл в Лиге Тихоокеанского побережья за «Голливуд Старз». В каждый из них он провёл менее 100 матчей с показателем отбивания 23,1 %. Первую часть сезона 1952 года он провёл в «Портленд Биверс», а в июле неожиданно заявил о завершении карьеры.
Закончив играть, Конацер вернулся в Калифорнию. Более тридцати лет он занимался бизнесом по продаже кондиционеров, вместе с бывшим партнёром по «Бостону» Джо Эдкоком разводил скаковых лошадей.
Клинт Конацер скончался 23 августа 2019 года в возрасте 98 лет.